# ایانا

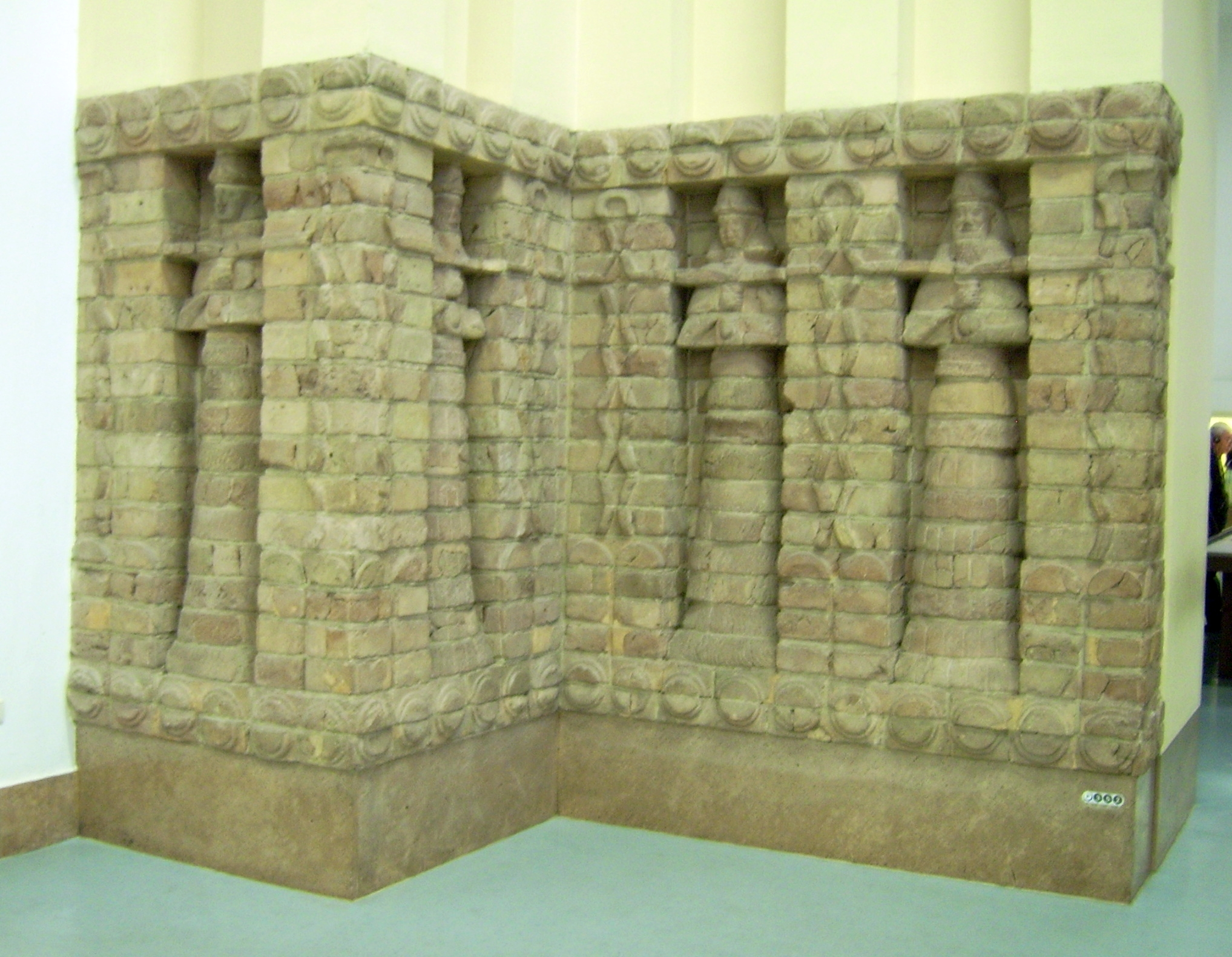
بخشی از جلوی معبد اینانا از اوروک (در موزه خاور نزدیک برلین)

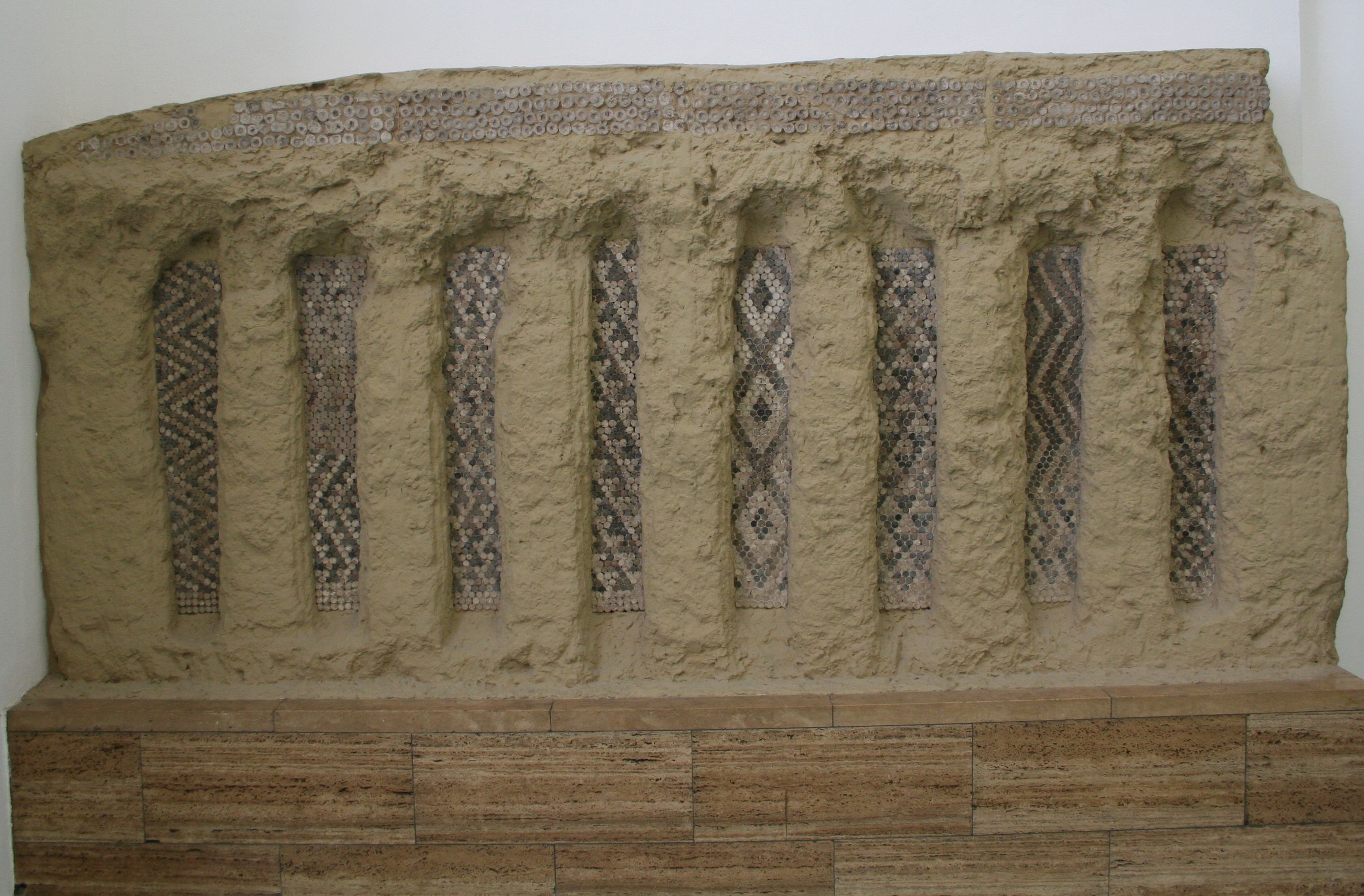
عکس بازسازی مدرن از ستون‌هایی با سنجاق‌های سفالی تزئینی شبیه موزاییک‌های معبد ایانا در موزه پرگامون، برلین، آلمان.

ایانا (سومری: 𒂍𒀭𒈾) به معنای خانه بهشت که به آن معبد اینانا نیز گفته می‌شود، یک معبد باستانی سومری در اوروک بود. ایانا به‌عنوان «محل اقامت» اینانا در نظر گرفته می‌شود و در سرتاسر حماسه گیلگمش و متون مختلف دیگر از آن یاد شده است. تکامل خدایانی که معبد به آنها وقف شده، موضوع مطالعه علمی است.